# بنس (عملة بريطانية عشرية)
العملة العشرية البريطانية «البنس الواحد» (p1) هي وحدة من العملات تساوي جزءًا من مئة جزء من الجنيه الإسترليني، يعرض وجهها صورة الملكة إليزابيث الثانية منذ طرح العملة في 15 فبراير 1971، يوم وضع العلامة العشرية للعملة البريطانية. استُخدمت أربع صور مختلفة للملكة على الوجه، قدم التصميم الأحدث جودي كلارك سنة 2015، التصميم الأحدث لظهر العملة صممه ماثيو دنت، يظهر جزءًا من الدرع الملكي وقُدم سنة 2008.
البنس هو العملة الأقل قيمة -من حيث القيمة الحقيقية- من بين العملات المتداولة في المملكة المتحدة.
سُكت العملة المعدنية في الأصل من البرونز، لكن منذ عام 1992 بدأت تُسَك من الفولاذ المطلي بالنحاس بسبب ارتفاع أسعار النحاس.
يوجد ما يُقدر بـ 10.5 مليار قطعة نقدية متداولة اعتبارًا من عام 2016، بقيمة اسمية إجمالية تبلغ نحو 105,000,000 جنيه إسترليني.
عملات البنس الواحد المعدنية هي عملة قانونية لمبالغ تصل إلى 20 بنسًا فقط عند عرضها لسداد دين. ومع ذلك، فإن وضع المناقصة القانونية للعملة ليست ذات صلة عادة بالمعاملات اليومية.

## التاريخ
قبل عام 1971، كانت المملكة المتحدة تستخدم نظام الجنيه والشلن والبنس. أعلن المستشار جيمس كالاهان عن التقسيم العشري في 1 مارس 1966، إذ يقسم الجنيه الواحد إلى 100 بنس، بدلًا من 240 بنسًا كما كان الحال سابقًا.
تطلب هذا سك عملات معدنية جديدة لتحل محل العملات ما قبل العشرية. حُددت المواصفات الأصلية لعملة البنس الواحد في قانون العملة العشرية لعام 1969، الذي استُبدل بقانون العملة لعام 1971. يفرض القانون أن يكون وزن العملة المعدنية 3.564 جرام ± 0.0750 جرام، وقطرها 2.032 سم ± 0.125 ملم. بعد ذلك، سمح قانون العملات لعام 1983 بتغيير معايير عملة البنس الواحد بموجب الإعلان الملكي.
بدأ إنتاج عملات البنس الواحد المعدنية الجديدة في ديسمبر 1968 في منشأة دار السك الملكية المبنية حديثًا في لانتريسانت، جنوب ويلز. حيث سُكت 1,521,666,250 عملة بين عامي 1968 و1971. في فبراير 1971، تحولت المملكة المتحدة رسميًا إلى العملة العشرية ودخلت العملات المعدنية الجديدة في التداول. لا تزال العملات المعدنية تُسك في هذه المنشأة حتى اليوم.

### التكوين المعدني
سُكت العملة في الأصل من البرونز -تكونت من 97٪ نحاس و2.5٪ زنك و0.5٪ قصدير- بين عامي 1971 و1992. لكن ارتفاع أسعار المعادن عالميًا أدى إلى تغيير تكوينها. منذ عام 1992، سُكت العملات المعدنية من الفولاذ وطُليت كهربائيا بالنحاس، ما جعلها ممغنطة. أدى ارتفاع الأسعار العالمية للنحاس إلى تجاوز قيمة المعدن للعملة النحاسية سعر  البنس الواحد قبل عام 1992. مثلًا، في مايو 2006، كانت القيمة المعدنية الفعلية لعملة البنس الواحدة قبل عام 1992 نحو 1.5 بنس. ومع ذلك، فإن صهر العملات المعدنية غير قانوني في المملكة المتحدة ويعاقب عليه بالغرامة، أو السجن مدةً تصل إلى سنتين.

#### تصميم الوجه
حتى الآن، استُخدمت أربعة أوجه مختلفة، تحتوي جميعها على صورة للملكة إليزابيث الثانية. النقش الخارجي للعملة هو «إليزابيث الثانية بفضل الله الملكة المدافعة عن الإيمان» عام 2013، إذ استبدل عام 2013 بسنة السك. في التصميم الأصلي، تطوق النقاط وجهي العملة، وهي ميزة شائعة في العملات المعدنية تُعرف بالخرز.
أدى التحول إلى العملة العشرية إلى تكليف الفنان أرنولد ماشين برسم صورة ملكية جديدة، وافقت عليها الملكة سنة 1964. تظهر الملكة ترتدي تاج «فتيات بريطانيا العظمى وإيرلندا» واستُخدمت حتى عام 1984. ظهر شكل معدل لهذه اللوحة على طوابع البريد البريطانية منذ عام 1967.
بين عامي 1985 و1997 استُخدمت لوحة رسمها رفائيل مخلوف. الصورة منقلبة وتصور الملكة وهي ترتدي إكليل ولاية جورج الرابع. على عكس الصور السابقة، ترتدي الملكة المجوهرات والأقراط والقلادة. تظهر الأحرف الأولى من اسم مخلوف (ر. د. م) أسفل رقبة الملكة. تم تضمين اسمه الأوسط ديفيد، حتى لا يُخلط بين العلامة والأحرف الأولى من دار سك العملة الملكية.
سنة 1997، أقيمت مسابقة لتصميم وجه تاج الزفاف الذهبي لعام 1997، وهي عملة معدنية صدرت للاحتفال بالذكرى الخمسين لزواج الملكة والأمير فيليب. كان معيار الدخول مرتفعًا لدرجة أنه بعد هذه المسابقة، عقدت دار سك العملة الملكية مسابقة أخرى لتصميم الصورة الجديدة. فاز إيان رانك برودلي في هذه المسابقة، واستُخدم تصميمه بين عامي 1998 و 2015. تميز تصميمه مرة أخرى بالتاج، مع علامة توقيع (إ. ر. ب) أسفل الصورة. وعُد تصوير الملكة أكثر واقعية، إذ قال رانك برودلي: «لا حاجة لتملقها. إنها امرأة تبلغ من العمر 70 عامًا لها قدر وتأثير».
سنة 2014، عقدت دار السك الملكية مرة أخرى مسابقة لتصميم صورة جديدة. فازت المصممة جودي كلارك بهذه المسابقة، إذ ظهرت صورة للملكة مرتدية إكليل ولاية جورج الرابع، وظهرت الأحرف الأولى (ج. ك) تحت رقبة الملكة. رُسِمت الصورة دون جلسة رسمية، فقط باستخدام المواد المرجعية للإلهام.

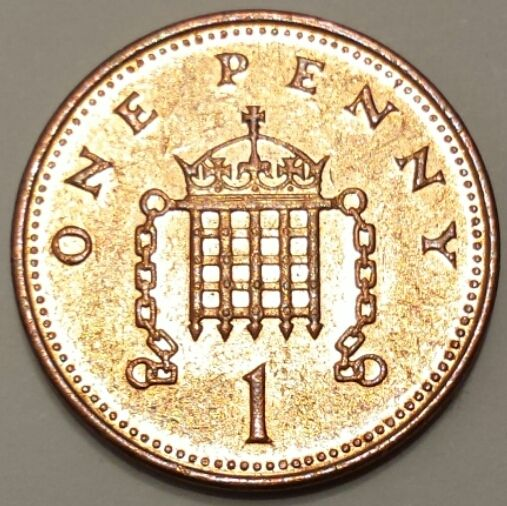
ظهر البورتكوليس: 1982-2008

### تصميم الظهر
مع عدم وجود تأكيد حكومي رسمي للتحول إلى العملة العشرية، بدأت دار سك العملة الملكية عملية تصميم العملات المعدنية العشرية سنة 1962. ودعوا الأكاديمية الملكية والمعهد الملكي للمهندسين المعماريين البريطانيين، ورشحت كلية المصممين الملكيين للصناعة والكلية الملكية للفنون فنانين لتصميم العملات المعدنية المفترضة الجديدة. فاز النحات البريطاني كريستوفر أيرونسايد بهذه المسابقة، واختير تصميمه ليُعرض على العملة العشرية المنتظرة. تميز تصميمه لعملة البنس الواحد بطابع اسكتلندي، مع عملة معدنية تصور شوكًا فوق علم اسكتلندي داخل درع وأسد اسكتلندي داخل درع. ومع ذلك، فإن إعلان المستشار جيمس كالاهان أن المملكة المتحدة ستحول عملتها إلى النظام العشري تضمن منافسة مفتوحة لإيجاد تصميمات جديدة. قُدم أكثر من 80 فنانًا و900 تصميم مختلف. دخل أيرونسايد هذه المسابقة بأسلوب مختلف من التصاميم وفاز بها.
يمثل ظهر العملة، سُك بين عامي 1971 و2008، بورتكوليس متوجًا بالسلاسل -تعديلًا لشارة هنري السابع التي أصبحت الآن شارة قصر وستمنستر، مع الرقم (1) المكتوب أسفل بورتكوليس، بنس جديد (1971-1981) أو بنس واحد (1982-2008) فوق بورتكوليس.
في أغسطس 2005، أطلقت دار سك العملة الملكية مسابقة لإيجاد تصميمات ظهر جديدة لجميع العملات المعدنية المتداولة باستثناء عملة الجنيهين. أُعلن الفائز في أبريل 2008، وهو ماثيو دنت، الذي أُدخلت تصميماته تدريجيًا في العملات المعدنية البريطانية المتداولة منذ 2008. تصور تصميمات العملات المعدنية -فئة 1 و2 و5 و10 و20 و50 بنسًا- أقسامًا من الدرع الملكي تشكل جزءًا كبيرًا من الدرع بأكمله عند وضعها معًا. ظهر الدرع بالكامل على عملة 1 جنيه إسترليني التي عفا عليها الزمن. تصور عملة البنس الواحد الجزء الأيسر بين الربعين الأول والثالث من الدرع، ويمثل إنجلترا وإيرلندا الشمالية. ظل وجه العملة دون تغيير غالبًا، لكن أُزيلت الحافة -حلقة النقاط حول محيط العملة، التي لم تعد تظهر على ظهر العملة، فأُزيلت من الوجه كذلك.